# ليبا برينا
ليبا برينا (بالصربية: Лепа Брена) واسمها الحقيقي هو فهريتا ياهيتش (بالبوسنوية: Fahreta Jahić)‏ هي مغنية وممثلة وسيدة أعمال بوسنية صربية ولدت في يوم 20 أكتوبر 1960 في مدينة توزلا في جمهورية البوسنة والهرسك الاشتراكية في يوغوسلافيا. بدأت الغناء في سنة 1980 وخلال سنوات قليلة أصبحت أكثر المغنيات الشهرة في يوغوسلافيا. حيث أصبحت أغانيها وألبوماتها الأكثر مبيعاً. عرفت بمعارضتها لتقسيم يوغوسلافيا. أنتجت حوالي 18 ألبوم. هي متزوجة من لاعب كرة المضرب الصربي سلوبودان جيفوجينوفيتش ولها ابنين منه. أسست مع زوجها شركة غراند للإنتاج والتي كانت أعلى الشركات مبيعات للألبوم في البلقان. في سنة 2019 قامت هي وزوجها ببيع الشركة بمبلغ 30 مليون يورو.